# Nava (geomorfología)

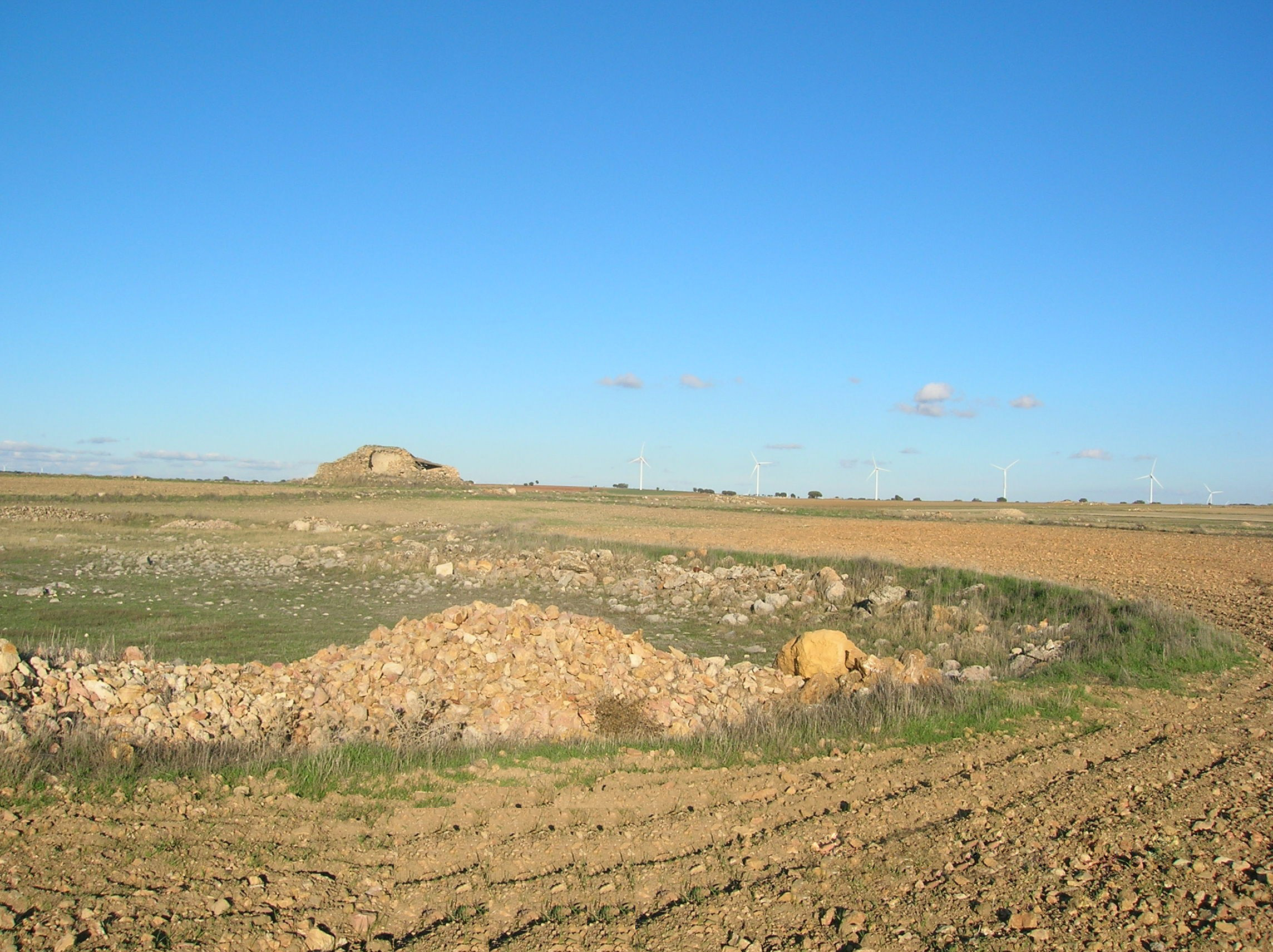
Navas de infiltración en zonas de llanura

Las navas, navajos (lavajos) o torcas son estructuras geomorfológicas generalmente de ambientes de disolución de rocas carbonatadas (medios Kársticos) que se caracterizan fundamentalmente por: 
- Presentar las formas de charcas endorreicas de infiltración, que aparecen normalmente en los altos domos de los interfluvios planos, donde el agua subterránea se encuentra generalmente a gran profundidad, fuera de la acción de las plantas freatofitas verdaderas.

- Son humedales freatogénicos que no están asociadas con suelos salinos, ni eflorescencias o precipitados; tampoco por la existencia de vegetación halofítica.

- Son generalmente, cubetas muy efímeras siempre secas en verano (higrohumedales de recarga en peligro de ser roturados por el hombre). Esto se debe a que las altas tasas de percolación y/o evaporación, son superiores al régimen de pluviosidad o nivosidad de la zona.

- No suelen ser humedales de gran interés ecológico, pero sí muy importantes desde el punto de vista de la infiltración de las aguas subterráneas, como centros que marcan las características químicas originales del flujo de entrada hacia los acuíferos (centros vulnerables a la contaminación de aguas subterráneas).

- Debido a que no son charcas con láminas permanentes, sino casuales, no presentan la aparición de una vegetación hidrofítica; tampoco una vegetación estacional. Tal vez solo puede citarse la aparición de una sutil cobertera de mesofitas herbáceas sobre los lechos (gramíneas de montaña); o algunas xerófitas en las márgenes más alejadas (cardos y espinos).

- Geomorfológicamente, las navas aparecen principalmente en los ambientes kársticos de superficie, junta a otras estructuras propias de estos medios (lapiaces, dolinas, uvalas, Poljés, etc..), ya sean de naturaleza pluvial o nival.

## Identificación de navas en superficie

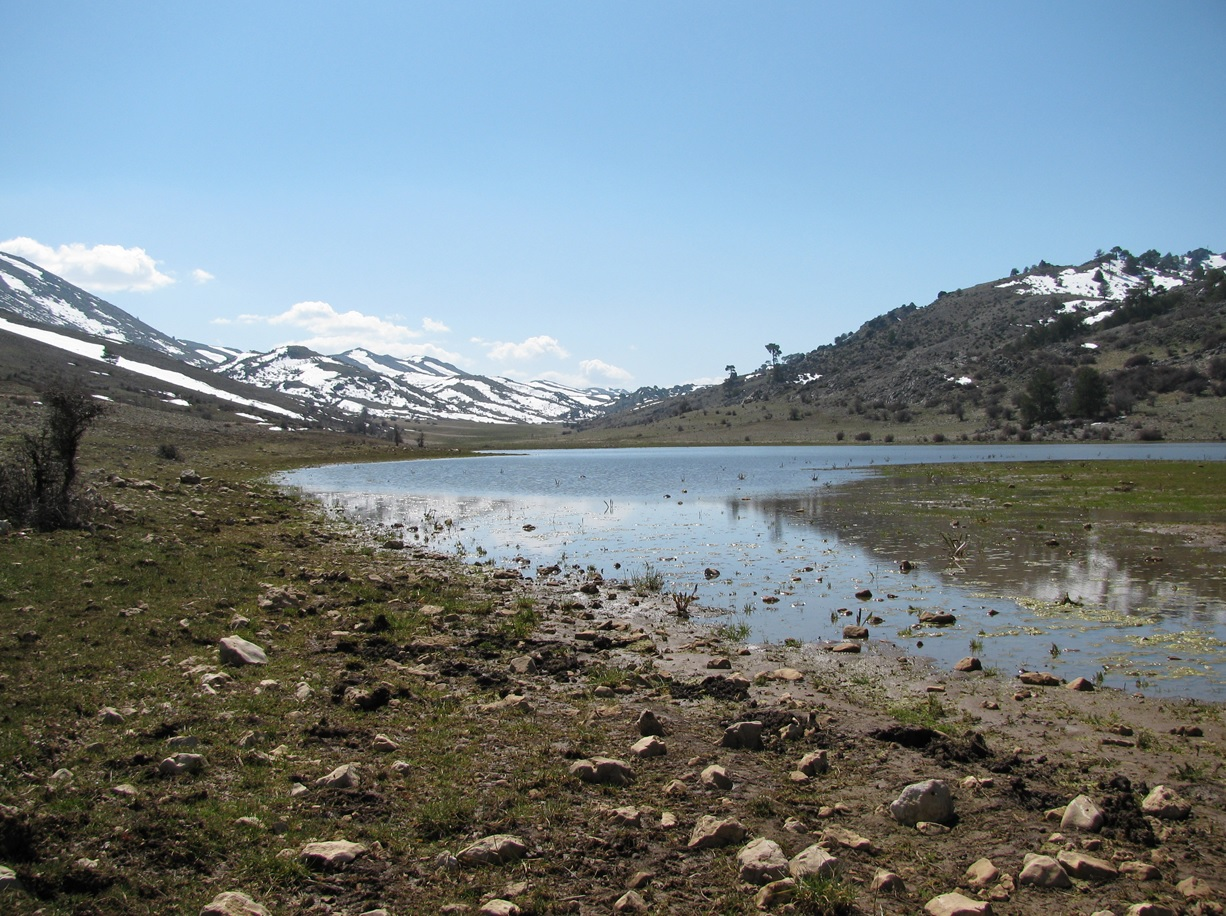
Navas de infiltración en zonas de montaña. Poljé de Laguna de Cañada Cruz. Sierra de Segura.Santiago-Pontones(Jaén)

Es importante diferenciar la naturaleza genética de las torcas o navas, de otras estructuras típicas ligadas a zonas palustres, como pueden ser las lagunas con láminas estables de agua. Ya que las primeras «pierden» su recurso hídrico, principalmente por percolación hacia las masas de agua subterránea, mientras que en las segundas, el flujo subterráneo simplemente «transita» de modo paralelo a la superficie del terreno; o se mantienen por recursos de lluvia directa, escorrentía o derivación superficial (como lavajos o charcas/lagunas epigénicas).
La diferenciación entre lagunas y navas es necesario, para establecer reservas o asignaciones de demanda natural de recursos hídricos para el mantenimiento de las láminas de agua libre. Pues mientras que las navas no demandan ningún tipo de agua para el mantenimiento de su ecosistema, las lagunas típicas, pueden necesitar de ciertas reservas ambientales de recursos en su estado natural o artificial de mantenimiento (en los estanques).
Actualmente, se calcula que más del 50 % de todas las «lagunas» reconocidas en los estudios de catalogación e inventario de ciertos Planes generales y especiales de conservación de espacios naturales, en realidad se tratan de navas, las cuales pueden llevar consigo la programación de contraproducentes reservas de agua para el mantenimiento de sus presuntos hábitats, o la "recuperación" del humedal partiendo del replanteamiento de la gestión de los recursos acuíferos regionales (falsa estrategia de recuperación); mientras que la realidad sería un efecto antinatural e incluso, tal vez antieconómico, como sería la de contribuir de modo indirecto a una mayor recarga del medio subterráneo a costa de las pérdidas de infiltración de superficie.
La confusión entre estos contextos aparentemente análogos pero diferentes, se presenta muchas veces cuando los niveles altos de aguas freática contactan excepcionalmente con la superficie del terreno, confundiéndose entonces con las zonas típicas de «tránsito» lagunar. Otras veces, se ignora una caracterización de detalle y profunda desde el punto de vista hidrogeológico, que puede llevar a graves problemas de gestión y de proyección geotécnica (colapsos y asentamientos del terreno por vibraciones y percolaciones de aguas).

## Las navas en la historia, en el arte y en las tradiciones
Las navas siempre han sido lugares de especial atractivo mágico y/o esotérico para las diferentes culturas. En España, la raíz toponímica «nava» aparece implícita en la denominación de más de 100 municipios; sin contar con los numerosísimos accidentes geográficos en relación con cursos de agua, y parajes más diversos (principalmente los de montaña).
Las tradiciones y leyendas populares universales también han registrado desde siempre los aspectos más misteriosos y umbríos de los parajes ligados a estas estructuras, en relación con lagunas y ciénagas.
Cabe resaltar la leyenda del Guadiana: la presunta comunicación subterránea entre las torcas donde se pierde el Guadiana Alto (alrededores de las Lagunas de Ruidera) y la surgencia de los famosos Ojos del Guadiana. Pero más pictórica es la famosa y más quijotesca historia de la Cueva de Montesinos, la cual es hoy uno de los mejores ejemplos de megaestructura de percolación de aguas pluviales hacia las mismas entrañas del "escudero" Guadiana. O cabe citar la sima de Lewis Carrol por donde Alicia se precipitó tras el conejo blanco, puede ser ejemplo de nava profunda.
Pero además de estos y muchos otros ejemplos literarios, también pueden ser motivos de registros historiográficos, las bélicas Navas de Tolosa (o de la Losa), en plena cumbre de Sierra Morena, donde las huestes cristianas de Alfonso VIII de Castilla infligieron en la batalla de Las Navas de Tolosa una gran derrota a las tropas almohades (16-07-1212).